# Brescia Calcio 1992-1993
Questa voce raccoglie le informazioni riguardanti il Brescia Calcio nelle competizioni ufficiali della stagione 1992-1993.

## Stagione

Il fantasista Gheorghe Hagi (a sinistra), neoacquisto della stagione e tra i simboli dell'epoca del Brescia dei rumeni, qui alle prese col napoletano Thern nella vittoria del 31 gennaio 1993 al "Rigamonti" (2-1).

Il Brescia torna in serie A dopo cinque stagioni. Sul fronte del mercato, il Brescia acquista dal Real Madrid il fantasista rumeno Gheorghe Hagi, oltre ai suoi connazionali Florin Răducioiu e Ioan Sabău, acquistati rispettivamente dal Verona e dal Feyenoord.
La squadra inizia il campionato pareggiando in casa del Napoli, vincendo la sua prima partita alla terza giornata, battendo per 1-0 il Pescara. La prima vittoria esterna arriva all'ottava giornata, nella quale il Brescia vince all'Olimpico per 3-2 contro la Roma. Alla nona giornata, la squadra subisce una pesante sconfitta (5-1) in casa dell'Ancona, a cui seguono risultati altalenanti che portano la squadra a finire il girone d'andata al quart'ultimo posto con 14 punti. Nel girone di ritorno il Brescia raccoglie 16 punti, battendo la Juventus per 2-0 alla 23ª giornata e pareggiando in casa del Milan per 1-1 alla 33ª giornata. All'ultima giornata, battendo per 3-1 la Sampdoria, la squadra termina il campionato al 14º posto con 30 punti, a pari merito con Udinese e Fiorentina. La Fiorentina retrocedette per classifica avulsa sfavorevole, mentre Brescia e Udinese giocarono uno spareggio per mantenere la categoria.
La squadra lombarda perse lo spareggio salvezza disputato il 12 giugno 1993 a Bologna con l'Udinese (3-1) e retrocedette in serie B assieme a Fiorentina, Ancona e Pescara.
In Coppa Italia perse il doppio confronto col Verona (2-3 in casa sul neutro di Novara, e 1-1 al ritorno al Bentegodi) al secondo turno.

## Divise e sponsor
Lo sponsor tecnico per la stagione 1992-1993 è Uhlsport, mentre lo sponsor ufficiale è CAB.

## Rosa
| N. |                    | Ruolo | Calciatore        |
| -- | ------------------ | ----- | ----------------- |
|    | Italia (bandiera)  | P     | Nello Cusin       |
|    | Italia (bandiera)  | P     | Marco Landucci    |
|    | Italia (bandiera)  | P     | Antonio Vettore   |
|    | Italia (bandiera)  | D     | Paolo Ziliani     |
|    | Italia (bandiera)  | D     | Paolo Negro       |
|    | Italia (bandiera)  | D     | Massimo Paganin   |
|    | Italia (bandiera)  | D     | Luca Brunetti     |
|    | Italia (bandiera)  | D     | Nicola Marangon   |
|    | Italia (bandiera)  | D     | Gianni Flamigni   |
|    | Italia (bandiera)  | D     | Marco Rossi       |
|    | Italia (bandiera)  | D     | Stefano Bonometti |
|    | Romania (bandiera) | C     | Ioan Sabău        |
|    | Romania (bandiera) | C     | Gheorghe Hagi     |

| N. |                    | Ruolo | Calciatore            |
| -- | ------------------ | ----- | --------------------- |
|    | Romania (bandiera) | C     | Dorin Mateuț          |
|    | Italia (bandiera)  | C     | Sergio Domini         |
|    | Italia (bandiera)  | C     | Fabio Gallo           |
|    | Italia (bandiera)  | C     | Marco Piovanelli      |
|    | Italia (bandiera)  | C     | Salvatore Giunta      |
|    | Italia (bandiera)  | C     | Luciano De Paola      |
|    | Italia (bandiera)  | C     | Massimo Giannelli     |
|    | Italia (bandiera)  | C     | Marco Schenardi       |
|    | Italia (bandiera)  | C     | Edoardo Bortolotti    |
|    | Italia (bandiera)  | C     | Alessandro Quaggiotto |
|    | Romania (bandiera) | A     | Florin Răducioiu      |
|    | Italia (bandiera)  | A     | Giampaolo Saurini     |
|    | Italia (bandiera)  | A     | Francesco Passiatore  |

## Calciomercato

### Sessione estiva
| Acquisti | Acquisti          | Acquisti    | Acquisti   |
| R.       | Nome              | da          | Modalità   |
| -------- | ----------------- | ----------- | ---------- |
| P        | Marco Landucci    | Lucchese    | definitivo |
| D        | Luca Brunetti     | Taranto     | definitivo |
| D        | Massimo Paganin   | Reggiana    | definitivo |
| D        | Paolo Negro       | Bologna     | definitivo |
| D        | Nicola Marangon   | Ospitaletto | definitivo |
| C        | Massimo Giannelli | Ospitaletto | definitivo |
| C        | Ioan Sabău        | Feyenoord   | definitivo |
| C        | Gheorghe Hagi     | Real Madrid | definitivo |
| A        | Florin Răducioiu  | Verona      | definitivo |

| Cessioni | Cessioni            | Cessioni   | Cessioni   |
| R.       | Nome                | a          | Modalità   |
| -------- | ------------------- | ---------- | ---------- |
| D        | Daniele Carnasciali | Fiorentina | definitivo |
| D        | Luca Luzardi        | Lazio      | definitivo |
| C        | Marco Merlo         | Taranto    | prestito   |
| A        | Maurizio Ganz       | Atalanta   | definitivo |

### Sessione autunnale
| Acquisti | Acquisti | Acquisti | Acquisti |
| R.       | Nome     | da       | Modalità |
| -------- | -------- | -------- | -------- |

| Cessioni | Cessioni             | Cessioni    | Cessioni   |
| R.       | Nome                 | a           | Modalità   |
| -------- | -------------------- | ----------- | ---------- |
| D        | Paolo Ziliani        | Napoli      | definitivo |
| D        | Gianni Flamigni      | Lecce       | prestito   |
| C        | Fabio Gallo          | Alessandria | prestito   |
| A        | Francesco Passiatore | Casarano    | definitivo |

### Trasferimenti successivi alla sessione autunnale
| Acquisti | Acquisti     | Acquisti       | Acquisti   |
| R.       | Nome         | da             | Modalità   |
| -------- | ------------ | -------------- | ---------- |
| C        | Dorin Mateuț | Real Saragozza | definitivo |

| Cessioni | Cessioni | Cessioni | Cessioni |
| R.       | Nome     | a        | Modalità |
| -------- | -------- | -------- | -------- |

## Risultati

### Serie A

#### Girone di andata
| Napoli 6 settembre 1992 1ª giornata | Napoli              | 0 – 0 referto | Brescia | Stadio San Paolo (58 421 spett.)\| Arbitro: \| Collina (Viareggio) \| |
| Arbitro:                            | Collina (Viareggio) |               |         |                                                                       |

| Cesena 13 settembre 1992 2ª giornata | Brescia          | 0 – 0 referto | Torino | Stadio Dino Manuzzi (11 483 spett.)\| Arbitro: \| Bazzoli (Merano) \| |
| Arbitro:                             | Bazzoli (Merano) |               |        |                                                                       |

| Arbitro: | Quartuccio (Torre Annunziata) |

|                      |           |  |
| Raducioiu 52’ (rig.) | Marcatori |  |

| Arbitro: | Rosica (Roma) |

|                     |           |  |
| Osio 25’ Cuoghi 41’ | Marcatori |  |

| Arbitro: | Merlino (Torre del Greco) |

|                                                          |           |             |
| Raducioiu 28’ Saurini 37’ Hagi 52’ F. Mancini 72’ (aut.) | Marcatori | 68’ Medford |

| Torino 18 ottobre 1992 6ª giornata | Juventus        | 0 – 0 referto | Brescia | Stadio delle Alpi (45 574 spett.)\| Arbitro: \| Bettin (Padova) \| |
| Arbitro:                           | Bettin (Padova) |               |         |                                                                    |

| Arbitro: | Cinciripini (Ascoli Piceno) |

|  |           |                        |
|  | Marcatori | 6’ Pusceddu 15’ Napoli |

| Arbitro: | Beschin (Legnago) |

|                                   |           |                                          |
| A. Carnevale 45’ S. Benedetti 58’ | Marcatori | 10’ (aut.) S. Benedetti 14’, 33’ Saurini |

| Arbitro: | Cesari (Genova) |

|                                            |           |          |
| Agostini 12’, 71’, 90’ Detari 38’ Lupo 47’ | Marcatori | 41’ Hagi |

| Arbitro: | Brignoccoli (Ancona) |

|          |           |             |
| Hagi 47’ | Marcatori | 62’ Orlando |

| Arbitro: | Rodomonti (Teramo) |

|                          |           |            |
| Berti 23’ Battistini 90’ | Marcatori | 33’ Giunta |

| Arbitro: | Baldas (Trieste) |

|                    |           |                       |
| Raducioiu 50’, 64’ | Marcatori | 71’ Padovano 81’ Arco |

| Arbitro: | Pairetto (Nichelino) |

|               |           |           |
| Rodriguez 78’ | Marcatori | 66’ Sabău |

| Arbitro: | Amendolia (Messina) |

|                        |           |                  |
| Hagi 45’ Raducioiu 65’ | Marcatori | 37’ (rig.) Balbo |

| Arbitro: | Stafoggia (Pesaro) |

|                  |           |  |
| Signori 32’, 83’ | Marcatori |  |

| Arbitro: | Bazzoli (Merano) |

|  |           |             |
|  | Marcatori | 20’ Massaro |

| Arbitro: | Fabricatore (Roma) |

|            |           |  |
| Corini 45’ | Marcatori |  |

#### Ritorno
| Arbitro: | Ceccarini (Livorno) |

|                             |           |          |
| Schenardi 55’ Raducioiu 69’ | Marcatori | 74’ Zola |

| Arbitro: | Cinciripini (Ascoli Piceno) |

|           |           |  |
| Scifo 10’ | Marcatori |  |

| Arbitro: | Baldas (Trieste) |

|                         |           |  |
| Mendy 10’ Borgonovo 42’ | Marcatori |  |

| Arbitro: | Pairetto (Nichelino) |

|  |           |                 |
|  | Marcatori | 75’ (aut.) Hagi |

| Foggia 7 marzo 1993 22ª giornata | Foggia          | 0 – 0 referto | Brescia | Stadio Pino Zaccheria (11 020 spett.)\| Arbitro: \| Nicchi (Arezzo) \| |
| Arbitro:                         | Nicchi (Arezzo) |               |         |                                                                        |

| Arbitro: | Luci (Firenze) |

|                            |           |  |
| Raducioiu 23’ M. Rossi 70’ | Marcatori |  |

| Arbitro: | Trentalange (Torino) |

|                                      |           |                |
| Criniti 32’ Moriero 45’ Cappioli 64’ | Marcatori | 84’ M. Paganin |

| Arbitro: | Boggi (Salerno) |

|  |           |                             |
|  | Marcatori | 22’ Caniggia 26’ Mihajlovic |

| Arbitro: | Arena (Ercolano) |

|              |           |          |
| M. Rossi 45’ | Marcatori | 68’ Lupo |

| Arbitro: | Sguizzato (Verona) |

|                           |           |                                   |
| Laudrup 37’ Batistuta 53’ | Marcatori | 69’ (aut.) Di Mauro 71’ Raducioiu |

| Arbitro: | Ceccarini (Livorno) |

|           |           |                             |
| Sabău 53’ | Marcatori | 56’, 61’ Sosa 81’ Schillaci |

| Arbitro: | Amendolia (Messina) |

|              |           |          |
| Skuhravy 45’ | Marcatori | 5’ Sabău |

| Arbitro: | Beschin (Legnago) |

|                           |           |  |
| Raducioiu 73’ (rig.), 87’ | Marcatori |  |

| Arbitro: | Sguizzato (Verona) |

|                            |           |                    |
| Balbo 7’ (rig.) Branca 41’ | Marcatori | 45’, 87’ Raducioiu |

| Arbitro: | Collina (Viareggio) |

|                    |           |  |
| Sabău 52’ Hagi 73’ | Marcatori |  |

| Arbitro: | Amendolia (Messina) |

|               |           |              |
| Albertini 82’ | Marcatori | 84’ Brunetti |

| Arbitro: | Pairetto (Torino) |

|                                           |           |              |
| Negro 12’ Domini 49’ Răducioiu 81’ (rig.) | Marcatori | 36’ Lombardo |

### Spareggio
| Arbitro: | Cesari (Genova) |

|                                            |           |            |
| Balbo 14’ Orlando 59’ Dell'Anno 88’ (rig.) | Marcatori | 28’ Domini |

### Coppa Italia

#### Secondo turno
| Arbitro: | Cesari (Genova) |

|                      |           |                               |
| M. Rossi 9’ Hagi 88’ | Marcatori | 20’ Prytz 45’, 67’ Piovanelli |

| Arbitro: | Trentalange (Torino) |

|              |           |               |
| M. Rossi 42’ | Marcatori | 18’ Răducioiu |

## Statistiche

### Statistiche di squadra
| Competizione | Punti | In casa | In casa | In casa | In casa | In casa | In casa | In trasferta | In trasferta | In trasferta | In trasferta | In trasferta | In trasferta | Totale | Totale | Totale | Totale | Totale | Totale | DR  |
| Competizione | Punti | G       | V       | N       | P       | Gf      | Gs      | G            | V            | N            | P            | Gf           | Gs           | G      | V      | N      | P      | Gf     | Gs     | DR  |
| ------------ | ----- | ------- | ------- | ------- | ------- | ------- | ------- | ------------ | ------------ | ------------ | ------------ | ------------ | ------------ | ------ | ------ | ------ | ------ | ------ | ------ | --- |
| Serie A      | 30    | 17      | 8       | 4       | 5       | 23      | 17      | 17           | 1            | 8            | 8            | 13           | 27           | 34     | 9      | 12     | 13     | 36     | 44     | -8  |
| Spareggio    |       | -       | -       | -       | -       | -       | -       | -            | -            | -            | -            | -            | -            | 1      | 0      | 0      | 1      | 1      | 3      | -2  |
| Coppa Italia |       | 1       | 0       | 0       | 1       | 2       | 3       | 1            | 0            | 1            | 0            | 1            | 1            | 2      | 0      | 1      | 1      | 3      | 4      | -1  |
| Totale       |       | 18      | 8       | 4       | 6       | 25      | 20      | 18           | 1            | 9            | 8            | 14           | 28           | 37     | 9      | 13     | 15     | 40     | 51     | -11 |